# Comerica Theatre
Il Comerica Theatre (precedentemente noto come Dodge Theatre) è un teatro polifunzionale situato a Phoenix, in Arizona. La struttura è stata inaugurata l'11 aprile 2002.. Ha una capienza di 5000 persone e ospita principalmente concerti, spettacoli televisivi ed eventi sportivi.